# Robert Jarni
Pour les articles homonymes, voir Jarni (homonymie).
Robert Jarni est un footballeur international croate né le 26 octobre 1968 à Čakovec. Il jouait au poste d'arrière gauche ou de milieu de terrain défensif. Il est aujourd'hui reconverti en entraîneur et joueur de futsal.

## Biographie
Surnommé Croazia Express lors de son passage en Italie, Jarni a évolué un peu partout en Europe durant sa carrière.
Depuis 2002, il était le joueur le plus capé de l'histoire de l'équipe nationale croate (81 sélections) avant de se faire dépasser en 2006 par Dario Šimić.

## Palmarès

### En club
- Vainqueur de la Coupe Intercontinentale en 1998 avec le Real Madrid
- Champion d'Italie en 1995 avec la Juventus Turin
- Vainqueur de la Coupe de Yougoslavie en 1987 et en 1991 avec Hajduk Split
- Vainqueur de la Coupe d'Italie en 1995 avec la Juventus Turin
- Finaliste de la Coupe de l'UEFA en 1995 avec la Juventus Turin

### En équipe de Yougoslavie
- 7 sélections et 1 but entre 1990 et 1991
- Vice-champion d'Europe espoirs en 1990
- Champion du monde des moins de 20 ans en 1987
- Participation à la Coupe du Monde en 1990 (1/4 de finaliste)

### En équipe de Croatie
- 81 sélections et 1 but entre 1991 et 2002
- Participation au Championnat d'Europe des Nations en 1996 (1/4 de finaliste)
- Participation à la Coupe du Monde en 1998 (3e) et en 2002 (Premier Tour)